# Gens Marcia
La gens Marcia fu una gens (clan familiare) romana.

## Descrizione
La Marcia dovrebbe annoverarsi tra le cento gentes originarie ricordate dallo storico Tito Livio e si presuppone di origine sabina. Il suo nome derivebbere dal dio romano Marte (in latino Mars), nome latino corrispondente alla divinità sabina Mavors o Mamers.
Il personaggio più importante ed antico di questa gens è Anco Marzio (o "Marcio"), quarto re di Roma. In proposito il praenomen Ancus appare un chiaro indizio dell'origine Sabina di questa gens, mentre il nomen Marcius in età storica si riferisce ad una gens di condizione plebea, anche se la sua origine fu certamente patrizia; secondo alcuni studiosi, infatti, vi sarebbe un rapporto di parentela tra Anco Marzio e Numa Pompilio, poiché entrambi erano di nobile stirpe sabina, e vennero rappresentati insieme sulle facce dei denarii fatti coniare dalla gens Marcia. In particolare, secondo il Pallottino, Anco Marcio sarebbe nipote di Numa, in quanto figlio di sua figlia Pompilia e di un esponente sconosciuto della gens Marcia.
Alcuni membri della famiglia, allo scopo di nobilitarne le origini, sostenevano che questa discendesse dal filosofo e matematico  greco antico Pitagora, come peraltro sostevano anche alcuni membri della Gens Aemilia. È una delle poche famiglie romane dove è presente il cognomen Rutulus, che ne attesterebbe collegamenti e interessi con il territorio di Ardea.

## Rami dellagens
L'illustre gens Marcia si divise in diversi rami: i Re (latino: Rex, probabilmente legato alla discendenza del re Anco Marzio), i Coriolani, i Filippi, i Rutili, i Censorini, i Tremuli ed i Figuli. La gens Marcia fu, indubbiamente, una famiglia di primaria importanza nella storia di Roma; i suoi membri ricoprirono spesso le varie magistrature durante tutta l'età repubblicana; in particolare, ascesero al consolato per ben 21 volte.

## Membri illustri della gens

### Marcii Rutili
- Gaio Marcio Rutilo, IV secolo a.C., fu quattro volte console; nel 357 a.C. con Gneo Manlio Capitolino Imperioso, nel 352 a.C. con Publio Valerio Publicola della gens Valeria, nel 344 a.C. con Tito Manlio Torquato Imperioso, ed ancora nel 342 a.C. con Quinto Servilio Ahala.
- Gaio Marcio Rutilo Censorino, IV secolo a.C., fu console nel 310 a.C. con Quinto Fabio Massimo Rulliano della gens Fabia.

### Marcii Philippi
- Quinto Marcio Filippo, III secolo a.C., fu console nel 281 a.C. con Lucio Emilio Barbula, della gens Emilia.
- Quinto Marcio Filippo, II secolo a.C., pretore in Sicilia nel 188 a.C., fu console nel 186. Inviato a debellare gli Apuani, che avevano osato attaccare la piazzaforte di Pisa, dopo essere stato attirato nelle gole dei monti Apuani fu sonoramente battuto al Saltus Marcius, perdendo ben 4.000 uomini, tre insegne della seconda legione, undici insegne degli alleati e la maggior parte delle armi che facevano da impedimento alla fuga dei Romani. Tornato a Roma riuscì a non aver troppo danno da tale sconfitta. Lo ritroviamo con Spurio Postumio Albino condusse un'importante trattativa con Perseo per il ritiro delle guarnigioni macedoni dalla Tracia; nuovamente console nel 169 a.C. con Gneo Servilio Caepio per la guerra di Macedonia, dovette cedere il comando a Lucio Emilio Paolo della gens Aemilia, con il quale condivise anche la carica di censore nel 164 a.C.
- Lucio Marcio Filippo, II-I secolo a.C., pretore nel 96 a.C., fu console nel 91 con Sesto Giulio Cesare (della gens Giulia), fu aspro oppositore politico di Marco Livio Druso, facendone abrogare le leggi; censore nell'86 a.C. passò dalla parte di Silla. Fu in seguito sostenitore di Pompeo, al quale propose di assegnare l'imperium proconsolare.
- Lucio Marcio Filippo, I secolo a.C., figlio del precedente, fu console nel 56 a.C. con Gneo Cornelio Lentulo Marcellino della gens Cornelia. Sposò Azia, nipote di Cesare e madre di Gaio Ottavio, il futuro imperatore Augusto, del quale fu, quindi, il patrigno.
- Marzia, figlia del precedente, moglie di Catone l'Uticense.

### Marcii Figuli
- Gaio Marcio Figulo, II secolo a.C., console nel 162 a.C. con Publio Cornelio Scipione Nasica Corculo, della gens Cornelia, console nel 156 a.C. con Lucio Cornelio Lentulo Lupo, della gens Cornelia.
- Gaio Marcio Figulo, console nel 64 a.C.

### Marcii Reges
- Quinto Marcio Re, II secolo a.C., pretore nel 144 a.C., provvide alla costruzione dell'importante acquedotto che da lui prese il nome, quello dell'Acqua Marcia, convogliando a Roma le acque provenienti dalla Valle dell'Aniene (lat. Anio).
- Quinto Marcio Re, figlio del precedente, console nel 118 a.C. con Marco Porcio Catone operò alla conquista della Gallia Cisalpina sconfiggendo gli Stoni, una popolazione alpina stanziata nel Trentino sud occidentale[5].

### Marcii Censorini
- Lucio Marcio Censorino, II secolo a.C., console nel 149 a.C. con Manio Manilio.
- Gaio Marcio Censorino, I secolo a.C., triumviro monetale nell'88 a.C., fece coniare denarii d'argento riportanti l'effigie di Numa Pompilio e di Anco Marzio sulle due facce; fu sostenitore di Mario; morì nell'82 a.C., dopo la battaglia di porta Collina.
- Lucio Marcio Censorino, I secolo a.C., triumviro monetale nell'82 a.C., fece coniare denarii d'argento riportanti l'effigie di Numa Pompilio e di Anco Marzio sulle due facce, probabilmente padre dell'omonimo console nel 39 a.C. Potrebbe essere il legato citato nel 70 a.C.
- Lucio Marcio Censorino; console nel 39 a.C. con Gaio Calvisio Sabino.
- Gaio Marcio Censorino, I secolo a.C., console nell'8 a.C. con Gaio Asinio Gallo.

### Marcii Bareae
- Quinto Marcio Barea Sorano, console suffetto nel 34 e proconsole d'Africa.
- Quinto Marcio Barea Sorano, figlio del console del 34, console suffetto nel 52 e proconsole d'Asia.
- Quinto Marcio Barea Sura, figlio del console del 34, senatore, amico dell'imperatore Vespasiano.
- Marcia Servilia Sorana, figlia del console del 52, moglie di Gaio Annio Pollione.
- Marcia, figlia di Barea Sura, madre dell'imperatore Traiano.
- Marcia Furnilla, figlia di Barea Sura, seconda moglie dell'imperatore Tito.

### Altri
- Gneo Marcio Coriolano, V secolo a.C., noto generalmente come Coriolano, fu un valoroso generale al tempo della guerra contro i Volsci. Nel 493 a.C. conquistò la città volsca di Corioli, dalla quale trasse il proprio cognomen, riportò il trionfo e venne decorato della corona d'alloro. In seguito, per il suo dispotismo e per avere vietato la distribuzione di grano alla plebe, venne esiliato da Roma; rifugiatosi presso i Volsci che aveva sottomesso, per vendetta li mosse in armi contro la patria ingrata. Giunto alle porte dell'Urbe, venne fermato dalle implorazioni della madre Veturia e della moglie Volumnia, che lo convinsero a ritirarsi. Ma i Volsci lo considerarono un traditore, e lo misero a morte. Alle vicende di Coriolano è ispirata l'omonima tragedia di William Shakespeare.
- Quinto Marcio Tremulo, IV-III secolo a.C., fu console nel 306 e nel 288 a.C. con Publio Cornelio Arvina, della gens Cornelia.